# Serixia punctipennis
Serixia punctipennis är en skalbaggsart som beskrevs av Stefan von Breuning 1950. Serixia punctipennis ingår i släktet Serixia och familjen långhorningar.
Artens utbredningsområde är Sarawak. Inga underarter finns listade i Catalogue of Life.